# Stanisław Obirek

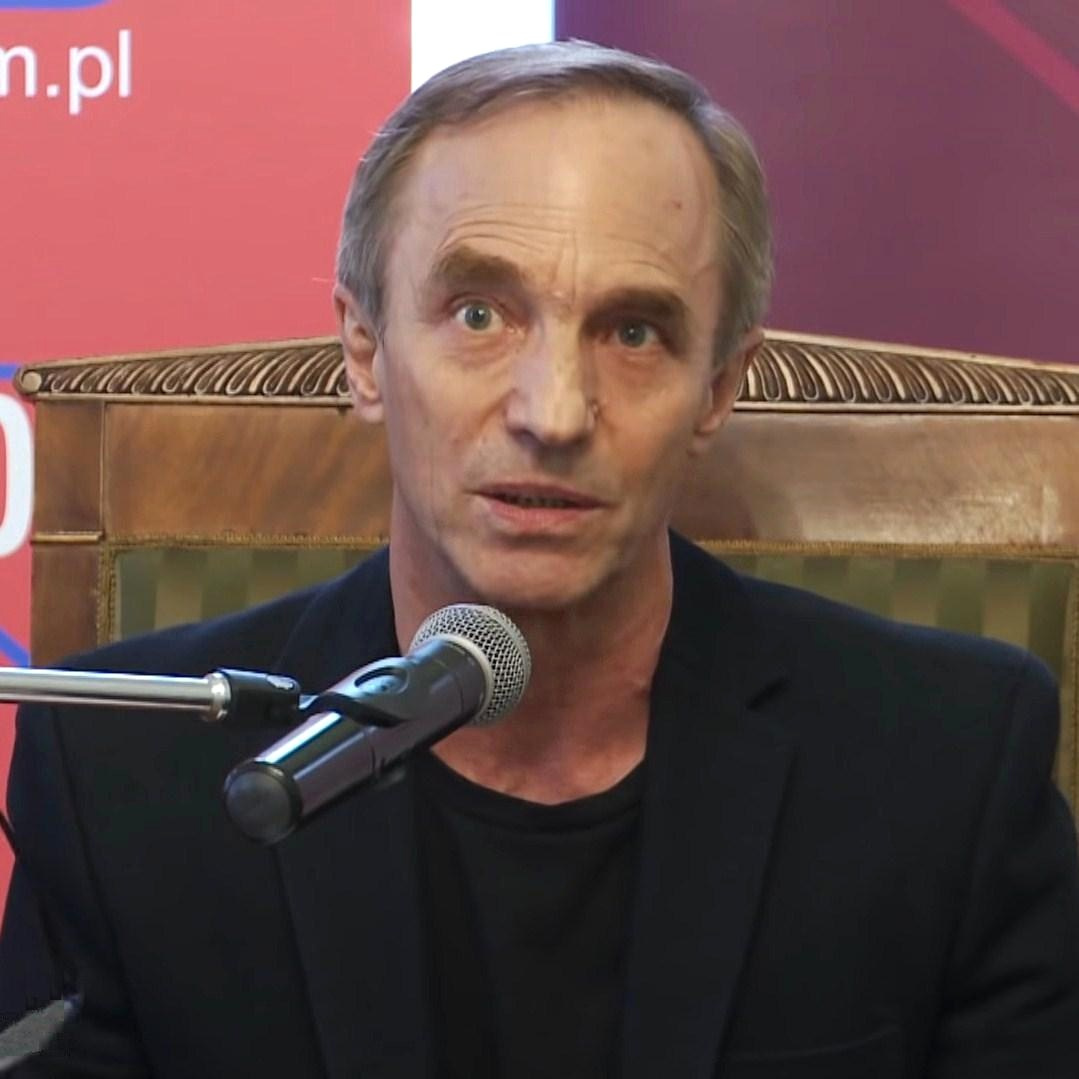
Stanisław Obirek (2018)

Stanisław Obirek (* 21. August 1956 in Tomaszów Lubelski) ist ein polnischer Theologe, Historiker, Kulturanthropologe und ehemaliger Jesuit.
Nach dem Abitur 1975 studierte er Theaterwissenschaft an der Jagiellonen-Universität Krakau, ein Jahr später trat er unter dem Einfluss des Jesuiten Stanisław Musiał dem Jesuitenorden bei.
Das Noviziat absolvierte er in Stara Wieś (Gmina Brzozów, Woiwodschaft Karpatenvorland). Die Priesterweihe erhielt er in Neapel 1983, die Profess-Gelübde legte er 1991 ab.
Obirek studierte Philosophie 1978 bis 1980 an der philosophischen Fakultät der jesuitischen Ignatianum-Akademie in Krakau, dann bis 1983 an der Päpstlichen Theologischen Fakultät in Neapel und 1983 bis 1985 an der Päpstlichen Universität Gregoriana in Rom. Zurück in Polen studierte er 1985 bis 1989 Polonistik an der Jagiellonen-Universität in Krakau. 1994 wurde er zum Doktor der Theologie an der Päpstlichen Universität in Krakau promoviert.
1994 bis 1998 war er Rektor des Jesuitenkollegs in Krakau. 1999 war er Lehrbeauftragter am College of the Holy Cross in Worcester (Massachusetts), im gleichen Jahr Professor an der Universität Łódź. Seit 1998 leitete er den Lehrstuhl für Geschichte und Philosophie der Kultur an der jesuitischen philosophisch-pädagogischen Akademie Ignatianum in Krakau.
Seine kritischen Aussagen über die Zustände in der römisch-katholischen Kirche in Polen, besonders über den Kult um Papst Johannes Paul II., brachten ihm heftige Angriffe seitens der polnischen Bischöfe ein. 2005 wurde er vom Provinzial des Jesuitenordens mit einjähriger Schweigepflicht bestraft. Obirek reagierte darauf mit dem Austritt aus dem Jesuitenorden und dem Verlassen des Priestertums.
2006 wurde er wieder zum Professor an der Universität Łodź berufen. Am 19. September 2011 wurde er vom polnischen Staatspräsidenten zum Professor ernannt. Seit 2013 ist er Lehrbeauftragter Professor am Zentrum für Amerika-Forschung der Universität Warschau.

## Werke (Auswahl)
- Wizja Kościoła i państwa w kazaniach ks. Piotra Skargi SJ (Bild der Kirche und des Staates in den Predigten von Piotr Skarga). Kraków: Wydawnictwo WAM, 1994. ISBN 83-7097-071-0.
- Wizja państwa w nauczaniu jezuitów polskich w latach 1564–1668 (Bild des Staates in der Lehre der Jesuiten 1564–1668). Kraków: Wydział Filozoficzny Towarzystwa Jezusowego, 1995. ISBN 83-905004-0-X.
- Działalność kulturalna jezuitów w Rzeczypospolitej Obojga Narodów (1564–1668) (Kulturelle Tätigkeit der Jesuiten in der Königlichen Republik Beider Völker Polen-Litauen). Próba syntezy. Kraków: Wydział Filozoficzny Towarzystwa Jezusowego, 1996. ISBN 83-905004-7-7.
- Jezuici na dworach Batorego i Wazów 1580–1668 (Jesuiten am Hofe der Könige Bathory und Wasa). Wpływ kapelanów dworskich i wychowawców książąt na postawy panujących i politykę państwa. Kraków: Wydział Filozoficzny Towarzystwa Jezusowego, 1996. ISBN 83-7097-268-3.
- Ludzkie oblicze nowej świętej. Siostra Faustyna Kowalska: (1905–1938) (Das menschliche Antlitz der neuen Heiligen Maria Faustyna Kowalska). Kraków: Wydawnictwo WAM, 2000. ISBN 83-7097-758-8.
- Apostoł odrzuconych. Błogosławiony ojciec Jan Beyzym SJ 1850–1912 (Apostel der Abgewiesenen. Der Selige Pater Jan Beyzym). Kraków: Wydawnictwo WAM, 2002. ISBN 83-7318-000-1.
- Nad Dziesięcioma Przykazaniami (Über den zehn Geboten). Kraków: Wydawnictwo WAM, 2004. ISBN 83-7318-246-2.
- Przed Bogiem (Vor dem Gott). Warszawa: Wydawnictwo W.A.B., 2005. ISBN 83-7414-191-3.
- Religia - schronienie czy więzienie? (Religion – Zuflucht oder Gefängnis?). Łomża: Oficyna Wydawnicza Stopka, 2006. ISBN 83-85734-70-8.
- Obrzeża katolicyzmu (Randgebiete des Katholizismus). Poznań: Wydawnictwo „Forum Naukowe“ PASSAT - Paweł Pietrzyk, 2008. ISBN 978-83-61053-11-8.
- Catholicism as a cultural phenomenon in the time of globalization: a Polish perspective. Łódź: Łódź University Press, 2009. ISBN 978-83-7525-310-8.
- Uskrzydlony umysł. Antropologia słowa Waltera Onga (Beflügelter Geist. Anthropologie des Wortes von Walter Ong). Warszawa: Wydawnictwa Uniwersytetu Warszawskiego, 2010. ISBN 978-83-235-0650-8.
- Umysł wyzwolony. W poszukiwaniu dojrzałego katolicyzmu (Der befreite Geist. In der Suche nach dem reifen Katholizismus). Warszawa: Wydawnictwo W.A.B., 2011. ISBN 978-83-7414-922-8.
- O Bogu i człowieku. Rozmowy (Vom Gott und Menschen. Gespräche). (mit Zygmunt Bauman). Kraków: Wydawnictwo Literackie, 2013. ISBN 978-83-08-05089-7.